# Đuro Dragičević
Đuro Dragičević (njem.: Georg Dragičević) (Kalesija, Bosna i Hercegovina, 7. studenoga 1890. – Beč, Austrija, 28. srpnja 1980.), hauptmann (satnik) Austro-Ugarske vojske, te kasnije pripadnik Kraljevske jugoslavenske vojske i Hrvatskih oružanih snaga.

## Životopis

### Podrijetlo, školovanje i Prvi svjetski rat
Satnik Đuro Dragičević je rođen 7. studenoga 1890. u općini Kalesija, Bosna i Hercegovina, u vrijeme Austro-Ugarske Monarhije. Potječe iz hrvatske obitelji, otac mu je bio narednik žandarmerijskog distrikta. 18. kolovoza 1911. završio je "Tehničku vojnu akademiju Austro-Ugarska vojske" u Mödlingu pokraj Beča u činu leutnant-a (poručnik). Nakon akademije satnik Dragičević je raspoređen u "1. carsku pukovniju tvrđavskog topništva" (Festungsartillerieregiment Kaiser Nr.1) sa sjedištem u Beču. U vrijeme mobilizacije 1914. godine, tijekom Prvog svjetskog rata, promaknut je u čin oberleutnant-a (natporučnik), te je dobio zapovjedništvo baterije u "106. poljskoj topničkoj brigadi". Brigada satnika Dragičevića je bila dio "106. domobranske pješačke divizije" pod zapovjedništvom feldmarschalleutnant-a (podmaršal) Ernsta Klettera. Premda je nominalno bila pričuvna postrojba, "106. poljska topnička brigada" se pokazala vrlo dobrom borbenom formacijom, stekavši reputaciju svojom postojanošću i pouzdanošću tijekom čitavoga rata.
Kao dio 4. armije nadvojvode Josipa Ferdinanda u sastavu "IX. korpusa" feldmarschalleutnant-a Rudolfa Králičeka, "106. domobranska pješačka divizija" je sudjelovala u svibnju 1915. u ofenzivi Gorlice-Tarnów u južnoj Poljskoj. Napad je započeo 2. svibnja jurišom divizije s položaja sjeverno od mjesta Gromnik. Napredujući u smjeru istoka sjevernom obalom rijeke Biale, divizija je 3. svibnja zauzela Tuchów, a 10. svibnja Wielopole. Do 14. svibnja izbila je na rijeku San u visini sela Stare Miasto, 35 kilometara nizvodno od Jaroslawa. Prije nego što je napredovanje moglo biti nastavljeno, divizija je bila uključena u trotjedne teške borbe na rijeci San. Satnik Dragičević je 15. svibnja zapovijedao s dvije baterije poljskih topova kalibra 90 mm, djelujući kao potpora "110. domobranskoj brigadi" general bojnika Adolfa Austa kraj sela Stare Miasto. Zbog nedostatka mostova i pontona, brigada se morala zadovoljiti zauzimanjem položaja samo na istočnom dijelu sela s jedne strane rijeke. Deset topova pod zapovjedništvom satnika Dragičevića zauzelo je položaj dva kilometara južnije, kraj sela Siedlanka. U zoru 19. svibnja, ruska carska vojska je, napredujući livadom, prešla rijeku San i napala uzduž čitave fronte "110. brigade". Isprva je satnik Dragičević dopustio samo jednoj bateriji da otvori paljbu, a sam se uputio prema promatračkom položaju postavljenom između rijeke San i južnog izlaza iz sela Stare Miasto, koje je bilo udaljeno samo stotinu metara od neprijateljske vatrene linije. Ugledao je 36 metara visok dimnjak i, unatoč opasnosti, popeo se na njega. Taj je položaj već napustio i topnički izvidnik tražeći manje izloženo mjesto, a satnik Dragičević je s njega upravljao topničkom paljbom. Činio je to promatrajući kroz otvor u dimnjaku, od zore pa sve do podneva, prkoseći snažnoj ruskoj paljbi. Učinak austrougarske topničke paljbe po bokovima neprijatelja i po mostovima koje je neprijatelj gradio bio je takav da je na kraju ruski napad bio zaustavljen. Ruski borbeni duh bio je slomljen kada su shvatili da bi mogli biti odsječeni, jer je kao jedina veza sa suprotnom obalom ostalo nekoliko pontona. U tom trenutku, njihov je zapovjednik izdao zapovijed o povlačenju. Ipak, to nije moglo spriječiti zarobljavanje čitave jedne sibirske pješačke pukovnije s 10 časnika, 2000 dočasnika i vojnika kada je popodne juriš austrijske divizijske pričuve okončao bitku. U njoj je satnik Dragičević odigrao ključnu ulogu, pa je nagrađen i odlikovan Viteškim križem Reda Marije Terezije, koji mu je dodijeljen tek poslije završetka Prvog svjetskog rata, 7. ožujka 1921. godine. Satnik Dragičević je tijekom rata nastavio službovati kao pobočnik i baterijski zapovjednik na talijanskoj bojišnici. Promaknut je 1. studenoga 1917. u čin hauptmann-a (satnik) i posljednju fazu rata proveo je u stožeru "Topničke kadetske škole Austro-Ugarska vojske" u Traiskirchenu, južno od Beča.

### Drugi svjetski rat i kasniji život
Nakon raspada Austro-Ugarske Monarhije, vratio se u Hrvatsku i u novostvorenoj Kraljevini Srba, Hrvata i Slovenaca priključio se njezinim oružanim snagama. Postao je pukovnik i napredovao do zamjenika zapovjednika protuzračne obrane Kraljevske jugoslavenske vojske. Po uspostavi Nezavisne Države Hrvatske (NDH), priključio se Hrvatskom domobranstvu u činu generala. Služio je na čelu "Topničkog odjela u Ministarstvu oružanih snaga NDH" od 1941. do 1944., a nakon toga je postavljen za vojnog poslanika u hrvatskom veleposlanstvu u Berlinu. Ondje je satnik Dragičević bio zadužen za nabavu naoružanja za Hrvatske oružane snage. Pri kraju rata je preživio  bitku za Berlin, ali ga je zarobila sovjetska Crvena armija. U zarobljeništvu je ostao devet godina i pušten je tek 1954. godine. U Hrvatsku se više nije vraćao već je otišao u Austriju, gdje je i umro, u Beču, 28. srpnja 1980. godine.

### Činovi

#### Austro-Ugarska Monarhija
- čin Leutnant (poručnik) dodijeljen 1911. godine.
- čin Oberstleutnant (natporučnik) dodijeljen 1914. godine.
- čin Hauptmann (satnik) dodijeljen 1917. godine.

#### Kraljevina Jugoslavija
Pukovnik

#### Nezavisna Država Hrvatska
- general

### Odličja
- Viteški križ Reda Marije Terezije (Ritter des Militär Maria Theresien Ordens)[1]